# Pomnik Jana Łaskiego w Łasku
Pomnik Jana Łaskiego – pomnik odsłonięty 25 września 2022 przy placu Jarosława Dąbrowskiego w Łasku.
Autorem rzeźby jest Karol Badyna. Pomnik został wykonany z brązu. Ma postać ławki pomnikowej podzielonej na trzy części. Postaci Jana Łaskiego towarzyszą insygnia biskupie (mitra i pastorał) oraz trzymany na kolanach Statut Łaskiego, co ilustruje najważniejsze spośród pełnionych przez niego funkcji: prymasa i kanclerza koronnego. Lokalizacja pomnika w sąsiedztwie łaskiej kolegiaty upamiętnia związki Jana Łaskiego z tym obiektem: Jan Łaski udzielił funduszy na budowę i wyposażenie murowanej świątyni, a następnie ją konsekrował i wyniósł do godności kolegiaty. Odsłonięcie pomnika było częścią obchodów 600-lecia nadania Łaskowi praw miejskich.
Obiekt znajduje się na Szlaku Pomnikowych Ławeczek PTTK.